# ジューダス (ハロウィンの曲)
「ジューダス」（Judas）は、ドイツのヘヴィメタルバンド、ハロウィンが1986年9月に発表した初のシングル、およびそのシングルの1曲目に収録されている楽曲のタイトルである。オリジナル盤はノイズ・レコード、日本盤はビクターエンタテインメントから発売された。
カイ・ハンセンがボーカルを務めた4人編成時代の最後の音源となった。
単体発売の他、本作の表題曲とミニアルバム『Helloween』、アルバム『Walls Of Jericho』の楽曲をひとつにまとめ、『ハロウィン／ウォールズ・オブ・ジェリコ／ジューダス』(Helloween/Walls Of Jericho/Judas)として発売されたこともあった。
Victim Of FateとCry For Freedomが収録されているバージョンも存在しており、さらにそれの限定版も発売され、HELLOWEENのピクチャーレーベル盤に収録されている「White Christmas」と「I’ll Be Santa Claus 」がボーナストラックとして収録されている。ライブバージョンの4曲は1986年6月7日のゲルゼンキルヒェンのスポーツパラダイスで行われた音源を用いているとされている。

## 収録曲
全編曲：Helloween
1. ジューダス　Judas
作詞・作曲：Hansen
収録時間4分41秒
2. ライド・ザ・スカイ（ライヴ）　Ride The Sky (Live)
収録時間7分16秒
3. ガーディアンズ（ライヴ）　Guardians (Live)
収録時間4分26秒
上記2曲はライヴバージョンとなっているが、実際は『Walls Of Jericho』に収録されているスタジオ音源にライヴの効果音を追加しただけである。
4. Victim Of Fate（ライヴ）
5. Cry For Freedom（ライヴ）
6. White Christmas
限定版のボーナストラック。
7. I’ll Be Santa Claus 
限定版のボーナストラック。

EP盤は1曲目がA面、2曲目から3曲目がB面となっている。

## 演奏メンバー
- カイ・ハンセン：ボーカル、ギター
- マイケル・ヴァイカート：ギター
- マーカス・グロスコフ：ベース
- インゴ・シュヴィヒテンバーグ：ドラムス

## カヴァー
- モリフェイド（英語版） - トリビュート・アルバム『キーパーズ・オブ・ジェリコ〜トリビュート・トゥ・ハロウィン〜』（2000年）に提供。